# Le mani di una donna sola
Le mani di una donna sola è un film del 1979 di Nello Rossati, girato a Portonovo nelle Marche.

## Trama
Una contessa lesbica e viziosa seduce la moglie d'uno scrittore inglese in crisi creativa, durante il soggiorno della coppia presso la sua lussuosa villa, situata non molto distante da un manicomio. Proprio in quei giorni un gruppo di internati, infastiditi dal comportamento troppo disinibito della contessa, evade dal manicomio: giunti alla villa, i pazzi si scagliano contro la contessa e dopo averla picchiata le mozzano entrambe le mani. La donna è salvata ma è condannata a vivere tutta la sua esistenza menomata.